# Buick Rendezvous
De Buick Rendezvous is een sports utility vehicle (SUV) van het Amerikaanse automerk Buick. Het was de allereerste SUV van dit merk en maakte met zijn elementen uit de luxueuze sedans en zijn lage prijs in vergelijking met andere wagens uit dezelfde klasse alle verwachtingen van Buick waar. 
Behalve de bijna jaarlijkse optische veranderingen bleef de wagen tot het eind van zijn productie in 2007 motorisch onverandert. Dankzij het grote succes van de Rendezvous besloot Buick in 2008 om een nieuwe SUV aan zijn gamma toe te voegen, de Buick Enclave.